# NGC 2279
NGC 2279 este o galaxie situată în constelația Gemenii. A fost descoperită în 8 ianuarie 1885 de către .